# Amt Gehlenbeck
Das Amt Gehlenbeck war ein Amt im Kreis Lübbecke in Nordrhein-Westfalen mit Sitz in Gehlenbeck. Durch das Bielefeld-Gesetz wurde es am 1. Januar 1973 aufgelöst. Rechtsnachfolgerin des Amtes ist die Stadt Lübbecke im Kreis Minden-Lübbecke.

## Geographie
Das Amt lag nördlich des Wiehengebirges und wurde vom Mittellandkanal geteilt. Im Osten grenzte es an den Kreis Minden.

## Geschichte
Das Gebiet des späteren Amtes Gehlenbeck entsprach bis 1807 dem der Vogtei Gehlenbeck im Amt Reineberg des Fürstentums Minden. Von 1807 bis 1810 gehörte das Gebiet zum Kanton Hille im napoleonischen Satellitenstaat Königreich Westphalen. Nach der Annexion großer Teile Norddeutschlands durch Napoleon Bonaparte fiel von 1811 bis 1813 das gesamte Gebiet an das Kaiserreich Frankreich und gehörte dort zum Kanton Lübbecke im Arrondissement Minden des Departements der Oberen Ems. Gemäß der in Frankreich üblichen Verwaltungsstruktur wurde nun Mairien (Bürgermeistereien) eingerichtet; darunter die Mairie Gehlenbeck, die das Gebiet der alten Vogtei Gehlenbeck umfasste.
Nach der napoleonischen Niederlage fiel ganz Minden-Ravensberg 1813 zurück an Preußen. Bei der Kreiseinteilung der neuen Provinz Westfalen im Jahr 1816 kam die Mairie Gehlenbeck zum neuen Kreis Rahden und bildete einen seiner Verwaltungsbezirke. Der Kreis Rahden hieß ab 1832 Kreis Lübbecke.
Bei der Einführung der westfälischen Landgemeinde-Ordnung von 1841 wurde 1843 im Kreis Lübbecke aus dem Verwaltungsbezirk Gehlenbeck das Amt Gehlenbeck  gebildet, das zunächst in vier Landgemeinden gegliedert war. Im Jahre 1867 wurde die Ortschaft Eilhausen aus der Gemeinde Gehlenbeck herausgelöst und zu einer eigenen Gemeinde erhoben. Das Amt umfasste seitdem fünf Gemeinden:
- Eilhausen
- Frotheim
- Gehlenbeck
- Isenstedt
- Nettelstedt

Durch das Bielefeld-Gesetz wurde das Amt Gehlenbeck zum 31. Dezember 1972 aufgelöst. Die Gemeinden Frotheim und Isenstedt wurden in die Stadt Espelkamp eingegliedert, während Eilhausen, Gehlenbeck und Nettelstedt in die Stadt Lübbecke eingegliedert wurden. Espelkamp und Lübbecke wurden Teil des neuen Kreises Minden-Lübbecke. 
Eine Folge der Gebietsreform war, dass die Stadt Lübbecke ab 1973 über zwei Freibäder verfügte. Das einst zentral in der Mitte des Amtes Gehlenbeck, knapp südlich des Mittellandkanals, liegende Amtsfreibad Gehlenbeck fiel an die Stadt Lübbecke, obschon Lübbecke bereits über ein Städtisches Freiband in der Kernstadt verfügte. Nun musste Lübbecke zwei Freibäder finanzieren. Nach jahrzehntelanger Diskussion wurde dann das alte innerstädtische Freibad 2005 aufgegeben und das Gehlenbecker Freibad wurde das einzige städtische Freibad Lübbeckes.

## Einwohnerentwicklung
| Jahr | Einwohner | Quelle |
| ---- | --------- | ------ |
| 1818 | 03.296    | [ 10 ] |
| 1843 | 05.803    | [ 10 ] |
| 1864 | 05.553    | [ 11 ] |
| 1871 | 05.251    | [ 10 ] |
| 1885 | 05.318    | [ 12 ] |
| 1910 | 07.071    | [ 13 ] |
| 1925 | 07.594    | [ 14 ] |
| 1939 | 08.049    | [ 14 ] |
| 1950 | 10.259    | [ 15 ] |
| 1961 | 09.513    | [ 15 ] |
| 1970 | 10.275    | [ 15 ] |